# از پاریس برگشته
از پاریس برگشته نام فیلمی است به کارگردانی هنریک استپانیان که محصول سال ۱۳۳۸ است.

## داستان
بازگشت تازه عروس و تازه داماد با دو حادثه مصادف می‌شود: اول بازگشت خان عمو (عموی داماد) از سفر پاریس و بعد حضور زنی که نوکر خانه به قصد عشقبازی او را وارد خانه کرده‌است. با ورود عروس و داماد و خان عمو، نوکر زن را پنهان می‌کند. این زن نقش مهمی در خانواده دارد. چون همسر سابق خان عمو معشوقهٔ تازه داماد بوده‌است. خان عمو و تازه داماد یکی پس از دیگری از ماجرا باخبر می‌شوند و ماجراهای متعددی روی می‌دهد.